# Blanche (mini-série)
Pour les articles homonymes, voir Blanche.
Les Filles de Caleb
Blanche est un téléroman québécois en onze épisodes de 45 minutes, réalisé par Charles Binamé d'après Le Cri de l’oie blanche d'Arlette Cousture et diffusé du 23 septembre au 2 décembre 1993 à la Télévision de Radio-Canada,. C'est la suite du téléroman Les Filles de Caleb.
En France, la série a été diffusée à partir du 22 décembre 1997 sur France 3.

## Synopsis
L’action se déroule au Québec dans les années 1920-1930 et relate la vie de Blanche Pronovost. Fille de Ovila Pronovost et d'Émilie Bordeleau, personnages centraux de l’histoire Les Filles de Caleb, Blanche devient infirmière. Son père s’était exilé en Abitibi après avoir quitté la famille. Blanche se voit offrir un poste d’infirmière de chantier dans cette nouvelle région ouverte à la colonisation (il s'agit de Villebois, qui fait maintenant partie de la Jamésie). Elle y arrive en même temps qu’un groupe de colons. Un dur labeur l’y attend et surtout, elle est confrontée à plusieurs épreuves avant d’avoir un dispensaire.

## Fiche technique
- Réalisation : Charles Binamé
- Production : Michel Gauthier
- Scénario : André Pelletier et Louise Pelletier
- Photographie : Thomas Vàmos
- Montage : Michel Arcand
- Musique : Richard Grégoire
- Société de production : Cité Amérique

## Distribution
- Pascale Bussières : Blanche Pronovost
- Robert Brouillette : Paul Pronovost, adulte
- Patrice L'Écuyer : Clovis Lauzé
- David La Haye : Napoléon Frigon
- Pascale Montpetit : Marie-Louise Larouche
- Céline Bonnier : Thérèse Brassard
- Jean-François Blanchard : Pierre Beaudry
- Marie-Claude Lefebvre : Alice Pronovost, enfant
- Nathalie Rose : Alice Pronovost, adulte
- Luc Picard : Émilien Pronovost, adulte
- Jean-Sébastien Larouche : Clément Pronovost
- Geneviève Brouillette : Marie-Ange Boulanger
- Rémy Girard : Georges Boulanger
- Dorothée Berryman : Mme Frigon
- Valérie Valois : Germaine Larivière
- Gérard Poirier : M. Parizeau
- Lorraine Pintal : Mme Ladouceur
- Luc Proulx : M. Ladouceur
- Swann Morin : Cécile Ladouceur
- Anne-Marie Provencher : Rose-Aimée Demers
- Jean-Raymond Châles : Léo Demers, propriétaire du magasin général
- Pierre Monet-Bach : Fernand Lalonde
- Amulette Garneau : Mlle Dupuis
- Raymond Bouchard : M. Duhaime
- Françoise Graton : Mlle Simard
- Hélène Loiselle : Mère supérieure
- Élise Guilbault : Dr Gauthier
- Guy Provost : Dr Perron
- Martin Dion : Jules Lamarre
- Lénie Scoffié : sœur Eugénie
- Michel Forgues : abbé Fredette
- Roger Garceau : Mgr Bégin
- Léo Munger : Mme Désautels
- Benoit Dagenais : le registraire de la faculté de médecine
- Dominique Leduc : Adélaïde Lefebvre
- Marie-Thérèse Fortin : Jacynthe Barbeau
- Claude Gasse : Mme Labrecque
- Jennifer-Karine Boivin : Aline Boulanger
- Jacques Lussier : Henri Douville
- Marina Orsini : Émilie Bordeleau
- Michel Albert : jeune médecin
- Michel Charette : Thibault
- Roy Dupuis : Ovila Pronovost
- André Doucet : metteur en scène
- Caroline Lavoie : sœur Rose
- Noémie Yelle : Louisa
- Roger Léger : M. Gagnon

## Épisodes
Épisode 1
Émilie est retournée vivre à Saint-Tite avec ses enfants. De son côté, Ovila s'est installé en Abitibi et ne donne presque plus de nouvelles. Blanche, qui a dix ans, souffre de la séparation de ses parents et elle espère ardemment que son père reviendra un jour. La pauvreté force Émilie à placer Blanche au couvent avec le statut d'orpheline. La fillette, timide et réservée, subit les sarcasmes des autres couventines. Au cours des années, elle prouve cependant sa valeur au point qu'elle rafle tous les premiers prix lors de sa graduation. Émilie rêve de voir sa fille à l'université, bastion masculin à l'époque.
Épisode 2
Blanche enseigne avec Émilie dans une petite école de rang de Saint-Tite. Elle n'a pas le talent de sa mère pour l'enseignement, et loin de Napoléon qui est retourné au collège, les jours lui semblent interminables. Brusquement, Émilie abandonne l'école et part pour l'Abitibi, et c'est un bavardage d'enfant qui révèle à Blanche la raison du départ mystérieux de sa mère. Émilie a en effet appris qu'Ovila s'apprêtait à se remarier. En Abitibi, elle réussit enfin à retrouver son époux qui vit avec une Indienne. En se voyant, les deux êtres se rendent compte que leur rupture ne sera jamais achevée.
Épisode 3
Le registraire de la faculté de médecine de l'Université de Montréal a tôt fait de mettre un terme au grand rêve de Blanche. Il refuse de l'inscrire, car la médecine, lui dit-il, n'est pas une profession féminine. Blanche est dévastée: elle a rompu avec Napoléon qu'elle aime toujours, elle a quitté l'enseignement et se retrouve devant rien. Sur les conseils de sa sœur Marie-Ange chez qui elle habite à Montréal, elle se résigne à entreprendre des études en secrétariat. Cependant, le cours, qui met l'accent sur les quatre volontés du patron et la soumission de la secrétaire, choque Blanche et l'ennuie profondément.
Épisode 4
Le cours de soins infirmiers est ardu, mais la chaude amitié de Marie-Louise constitue un soutien précieux pour Blanche qui s'avère être une infirmière douée. Grâce à son attention constante, une patiente victime d'un accident cérébral sort peu à peu du coma. Le jeune interne Pierre Beaudry remarque son talent. Il est attiré par la jeune fille qui, toutefois, pense toujours à Napoléon. Marie-Louise, pas plus que son amie, n'est à l'abri des amours impossibles. En effet, elle a le coup de foudre pour Paul, le frère de Blanche, qu'elle rencontre lors d'un souper chez Marie-Ange. Blanche tente de la dissuader de poursuivre ce rêve, mais Marie-Louise s'entête, persuadée que Paul n'est pas à sa place au séminaire.
Épisode 5
Il ne reste que six mois avant que Blanche et Marie-Louise terminent leur cours. Les deux complices font le serment de fêter leur graduation au Ritz Carlton en trinquant au champagne. Moins chanceux que sa sœur, Paul apprend qu'il ne deviendra jamais prêtre, le séminaire l'ayant renvoyé en raison de son diabète. Désespéré, il annonce à Blanche qu'il a décidé de s'exiler comme son père. Malgré l'insistance de Blanche, il refuse obstinément de voir un médecin et part prendre le train pour l'Abitibi le soir même. Quand Marie-Louise apprend la nouvelle, elle court à la gare lui avouer son amour et tente de le retenir. Touché, il part en promettant de lui écrire.
Épisode 6
La crise économique fait rage à Montréal. Blanche se sent impuissante devant la misère qui l'entoure, surtout lorsqu'elle rencontre par hasard Georges, le mari de Marie-Ange. Son beau-frère est en effet réduit à effectuer de basses besognes depuis qu'il a perdu son commerce et sa maison. La jeune femme, qui a quitté l'hôpital après sa graduation, travaille comme infirmière en service privé chez monsieur Parizeau, un vieil homme riche et grognon. Sa liaison avec Pierre Beaudry est devenue plus sérieuse, du moins pour le médecin qui la courtise assidûment. Pourtant, Blanche n'est pas à l'aise dans cette relation, car ses idéaux divergent de ceux de Pierre. De plus, elle n'apprécie guère la façon dont ses collègues considèrent le métier d'infirmière.
Épisode 7
Blanche rencontre Napoléon Frigon, maintenant prêtre dans un quartier défavorisé de Montréal. Constatant qu'elle l'aime toujours, elle décide de partir pour l'Abitibi.
Alors que le train fait escale à Hervey Jonction, Émilie vient faire ses adieux à sa fille. Blanche fait un premier arrêt à La Sarre, où sa sœur Alice et son frère Émilien sont maintenant installés. Elle les quitte ensuite pour Grandbois où elle a été engagée. À son arrivée, elle constate que les colons vivent dans des conditions extrêmement difficiles. Il y a beaucoup à faire et la construction du dispensaire n'est même pas encore commencée. Son frère Paul, qui travaille au magasin général La Cache, la met en garde contre le curé Fredette et l'agent des terres, monsieur Duhaime, qui mènent tout dans la région.
Épisode 8
Le curé Fredette refuse l'absolution aux femmes qui « empêchent la famille ». L'état de santé de madame Ladouceur étant en jeu, Blanche décide de le confronter. Le curé reste intraitable : la contraception est absolument condamnée par l'Église! La tension monte et l'infirmière perd patience. C'est Clovis Lauzé, un agent du CP (Canadian Pacific) chargé d'ouvrir une colonie au Lac Turgeon, qui met fin à la dispute. Lorsque Clovis est de passage à Grandbois, l'usage veut qu'il loge au dispensaire. Un jour, Clovis vient chercher Blanche, car les ouvriers du chantier du Lac Turgeon ont besoin de ses services. Au cours du voyage en canot, ils se sentent attirés l'un vers l'autre.
Épisode 9
Furieux de voir revenir Thérèse, Duhaime tente de la faire renvoyer, mais Blanche refuse, si bien que la tension monte entre elle et l'agent des terres.
Un soir de grande tempête, Blanche attend impatiemment le retour de Clovis. Mais lorsque celui-ci se présente, c'est pour l'emmener au chevet de Paul qui souffre de gangrène. Devant l'urgence de la situation, elle n'a d'autre choix que d'amputer elle-même la jambe. Assistée de Clovis et de Thérèse, Blanche procède à l'opération. Au petit matin, Paul est sauvé. Émus d'avoir traversé cette aventure ensemble, Clovis et Blanche s'embrassent.
Épisode 10
Les retrouvailles de Blanche et Clovis sont interrompues par un drame : madame Ladouceur, qui a accouché prématurément, meurt sans que la jeune infirmière ne puisse rien y faire. Au cimetière, Blanche accuse le curé d'avoir tué madame Ladouceur. Entre l'infirmière et le curé Fredette, la guerre est maintenant ouverte. À La Sarre, au mariage de sa sœur Alice, Blanche retrouve sa mère qui revoit Ovila. Les ex-époux passent une nuit ensemble. Au petit matin, avant qu'il parte, Émilie fait promettre à Ovila de ne plus jamais chercher à la revoir puisque leur « amour n'est pas fait pour vieillir ». Pendant ce temps, Paul, qui est resté au dispensaire avec Thérèse, lui fait une touchante déclaration d'amour. De son côté à La Cache, Clovis a une violente altercation avec Duhaime qu'il accuse de voler les marchandises des colons. Duhaime se défend en menaçant de faire renvoyer Blanche.
Épisode 11
La cérémonie de mariage de Paul et Thérèse se déroule dans la simplicité et la gaieté. Ils font leurs adieux à Blanche et vont s'établir à La Sarre. Le curé Fredette, sensible à la tristesse et à la solitude de Blanche, lui fait comprendre qu'il est disponible si elle a besoin d'aide. Blanche, touchée, lui sourit. Entre eux, c'est le début de la paix. Duhaime commet l'erreur de tenter d'inciter le curé à commettre une action malhonnête. L'homme d'Église comprend alors que les accusations de fraude pesant contre l'agent des terres sont fondées. Or les colons font justement circuler une pétition demandant le renvoi de Duhaime, pétition que le curé accepte de signer.

## Accueil
Œuvre marquante du genre, l'épisode du 11 novembre 1993 a attiré un sommet d'écoute de 3 334 000 téléspectateurs.

## Récompenses
1994 :
- Prix Gémeaux de la meilleure série dramatique
- Prix Gémeaux du meilleur rôle de soutien féminin (toutes catégories dramatiques) : Pascale Montpetit
- Prix Gémeaux de la meilleure réalisation : Charles Binamé
- Prix Gémeaux de la meilleure direction photo : toutes catégories, film : Thomas Vamos
- Prix Gémeaux du meilleur montage : dramatique : Michel Arcand
- Prix Gémeaux du meilleur son d'ensemble toutes catégories dramatiques : Louis Collin, Claude Hazanavicius, Jean-Pierre Pinard, Pierre Tessier
- Prix Gémeaux des meilleurs maquillages toutes catégories : Louise Migneault